# Chiesa degli Agostiniani
Il Tempio degli Agostiniani o Chiesa degli Agostiniani (in francese: Temple des Augustins, in alternativa Eglise des Augustins; olandese: Augustijnenkerk) a Bruxelles era una chiesa in stile barocco progettata dall'architetto Jacob Franquart per l'ordine degli Agostiniani a Bruxelles. Fu costruita dal 1621 al 1642. Si trovava in place de Brouckère nel centro di Bruxelles fino alla sua demolizione nel 1893-1894.

## Storia
Chiusa dalle truppe rivoluzionarie francesi nel 1796, l'unica parte rimasta di un convento, la chiesa riaprì per il culto cattolico romano nel 1805. Nel periodo precedente alla battaglia di Waterloo (1815), servì da arsenale per le truppe britanniche e successivamente come ospedale militare.
Sotto il dominio olandese, l'edificio fu designato come luogo di culto protestante, accanto alla Chiesa protestante di Bruxelles in Piazza dei musei, e la Chiesa olandese (Nederlandse gemeente) si incontrò nel tempio dal 1816 fino alla rivoluzione belga nel 1830. Il primo servizio riformato ebbe luogo il 1º settembre 1816 e Hermannus Pauw (nato nel 1770) e Dirk Rijke (1789-1830) servirono come ministri dal 1816 al 1830. Nel marzo del 1817, il futuro re Guglielmo III fu battezzato nel tempio. Il reverendo anglicano Holworthy, cappellano dell'ambasciatore britannico, ha tenuto funzioni in lingua inglese nel tempio fino al 1829.
L'ultima funzione protestante ebbe luogo il 21 agosto 1830. Dal 5 settembre l'edificio fu occupato da patrioti belgi. Molti fedeli fuggirono dalla città e la Chiesa olandese rimase senza un edificio, incontrandosi in varie località prima di fondare la propria sede a Zuidkaai nel 1857. 
Dopo il 1830 il Tempio servì a vari scopi: per spettacoli, mostre e persino come ufficio postale. Sopravvisse alla copertura del fiume Senne, una drastica distruzione e ristrutturazione del centro di Bruxelles. Al centro di place de Brouckère, la facciata della chiesa era progettata dall'architetto Léon Suys come uno dei punti focali dei nuovi viali. I lavori per coprire il fiume, che quasi circondava la chiesa, preservarono l'integrità dell'edificio con grossi problemi e spese, ma la chiesa fu infine demolita nel 1893, il suo stile non era più popolare tra la gente e la sua presenza inadatta alla zona. La chiesa fu sostituita da un obelisco a fontana dedicato alla memoria di Jules Anspach.
Il tempio fu demolito nel 1893-1894. Tuttavia, la muratura della facciata è stata mantenuta ed è stata ricostruita come facciata della Chiesa della Santissima Trinità a Parvis de la Trinité nel quartiere periferico di Ixelles a Bruxelles.